# Visakhapatnam (huyện)
Huyện Vishakhapatnam là một huyện thuộc bang Andhra Pradesh, Ấn Độ. Thủ phủ huyện Vishakhapatnam đóng ở Vishakhapatnam. Huyện Vishakhapatnam có diện tích 11161 ki lô mét vuông. Đến thời điểm năm 2001, huyện Vishakhapatnam có dân số 3789823 người.